# Rychlobruslení na Zimních olympijských hrách 2022
Závody v rychlobruslení na Zimních olympijských her 2022 v Pekingu se uskutečnily od 5. do 19. února 2022 v hale National Speed Skating Oval v Pekingu.

## Přehled
V Pekingu bylo programu celkem 14 závodů, sedm pro muže a sedm pro ženy. Muži startovali na tratích 500 m, 1000 m, 1500 m, 5000 m a 10 000 m, v závodu s hromadným startem a ve stíhacím závodě družstev, ženy na tratích 500 m, 1000 m, 1500 m, 3000 m a 5000 m, v závodu s hromadným startem a ve stíhacím závodě družstev.

## Medailové pořadí zemí
| Pořadí  | Země                         | Zlato | Stříbro | Bronz | Celkově |
| ------- | ---------------------------- | ----- | ------- | ----- | ------- |
| 1.      | Nizozemsko (NED)             | 6     | 4       | 2     | 12      |
| 2.      | Švédsko (SWE)                | 2     | 0       | 0     | 2       |
| 3.      | Japonsko (JPN)               | 1     | 3       | 1     | 5       |
| 3.      | Kanada (CAN)                 | 1     | 3       | 1     | 5       |
| 5.      | Norsko (NOR)                 | 1     | 0       | 2     | 3       |
| 5.      | Spojené státy americké (USA) | 1     | 0       | 2     | 3       |
| 7.      | Belgie (BEL)                 | 1     | 0       | 0     | 1       |
| 7.      | Čína (CHN)                   | 1     | 0       | 0     | 1       |
| 9.      | Jižní Korea (KOR)            | 0     | 2       | 2     | 4       |
| 10.     | Itálie (ITA)                 | 0     | 1       | 2     | 3       |
| 11.     | Sportovci ROV (ROC)          | 0     | 1       | 1     | 2       |
| 12.     | Česko (CZE)                  | 0     | 0       | 1     | 1       |
| Celkově | Celkově                      | 14    | 14      | 14    | 42      |

## Medailisté

### Muži
| Závod                     | Zlato                                                                        | Zlato         | Stříbro                                                                   | Stříbro  | Bronz                                                                                     | Bronz    |
| ------------------------- | ---------------------------------------------------------------------------- | ------------- | ------------------------------------------------------------------------- | -------- | ----------------------------------------------------------------------------------------- | -------- |
| 500 metrů                 | Kao Tching-jü · Čína (CHN)                                                   | 34,32 (OR)    | Čcha Min-kju · Jižní Korea (KOR)                                          | 34,39    | Wataru Morišige · Japonsko (JPN)                                                          | 34,49    |
| 1000 metrů                | Thomas Krol · Nizozemsko (NED)                                               | 1:07,92       | Laurent Dubreuil · Kanada (CAN)                                           | 1:08,32  | Håvard Holmefjord Lorentzen · Norsko (NOR)                                                | 1:08,48  |
| 1500 metrů                | Kjeld Nuis · Nizozemsko (NED)                                                | 1:43,21 (OR)  | Thomas Krol · Nizozemsko (NED)                                            | 1:43,55  | Kim Min-sok · Jižní Korea (KOR)                                                           | 1:44,24  |
| 5000 metrů                | Nils van der Poel · Švédsko (SWE)                                            | 6:08,84 (OR)  | Patrick Roest · Nizozemsko (NED)                                          | 6:09,31  | Hallgeir Engebråten · Norsko (NOR)                                                        | 6:09,88  |
| 10 000 metrů              | Nils van der Poel · Švédsko (SWE)                                            | 12:30,74 (WR) | Patrick Roest · Nizozemsko (NED)                                          | 12:44,59 | Davide Ghiotto · Itálie (ITA)                                                             | 12:45,98 |
| závod s hromadným startem | Bart Swings · Belgie (BEL)                                                   | 63 b.         | Čong Če-won · Jižní Korea (KOR)                                           | 40 b.    | I Sung-hun · Jižní Korea (KOR)                                                            | 20 b.    |
| stíhací závod družstev    | Norsko (NOR) · Hallgeir Engebråten · Peder Kongshaug · Sverre Lunde Pedersen | 3:38,08       | Sportovci ROV (ROC) · Daniil Aldoškin · Sergej Trofimov · Ruslan Zacharov | 3:40,46  | Spojené státy americké (USA) · Ethan Cepuran* · Casey Dawson · Emery Lehman · Joey Mantia | 3:38,81  |

* Závodníci, kteří se nezúčastnili finálových jízd.

### Ženy
| Závod                     | Zlato                                                                         | Zlato        | Stříbro                                                          | Stříbro | Bronz                                                                                                 | Bronz   |
| ------------------------- | ----------------------------------------------------------------------------- | ------------ | ---------------------------------------------------------------- | ------- | --- | ------- |
| 500 metrů                 | Erin Jacksonová · Spojené státy americké (USA)                                | 37,04        | Miho Takagiová · Japonsko (JPN)                                  | 37,12   | Angelina Golikovová · Sportovci ROV (ROC)                                                             | 37,21   |
| 1000 metrů                | Miho Takagiová · Japonsko (JPN)                                               | 1:13,19 (OR) | Jutta Leerdamová · Nizozemsko (NED)                              | 1:13,83 | Brittany Boweová · Spojené státy americké (USA)                                                       | 1:14,61 |
| 1500 metrů                | Ireen Wüstová · Nizozemsko (NED)                                              | 1:53,28 (OR) | Miho Takagiová · Japonsko (JPN)                                  | 1:53,72 | Antoinette de Jongová · Nizozemsko (NED)                                                              | 1:54,82 |
| 3000 metrů                | Irene Schoutenová · Nizozemsko (NED)                                          | 3:56,93 (OR) | Francesca Lollobrigidová · Itálie (ITA)                          | 3:58,06 | Isabelle Weidemannová · Kanada (CAN)                                                                  | 3:58,64 |
| 5000 metrů                | Irene Schoutenová · Nizozemsko (NED)                                          | 6:43,51 (OR) | Isabelle Weidemannová · Kanada (CAN)                             | 6:48,18 | Martina Sáblíková · Česko (CZE)                                                                       | 6:50,09 |
| závod s hromadným startem | Irene Schoutenová · Nizozemsko (NED)                                          | 60 b.        | Ivanie Blondinová · Kanada (CAN)                                 | 40 b.   | Francesca Lollobrigidová · Itálie (ITA)                                                               | 20 b.   |
| stíhací závod družstev    | Kanada (CAN) · Ivanie Blondinová · Valérie Maltaisová · Isabelle Weidemannová | 2:53,44 (OR) | Japonsko (JPN) · Ajano Satóová · Miho Takagiová · Nana Takagiová | 3:04,47 | Nizozemsko (NED) · Marijke Groenewoudová · Antoinette de Jongová* · Irene Schoutenová · Ireen Wüstová | 2:56,86 |

* Závodnice, které se nezúčastnily finálových jízd.

## Program
Program podle stránek MOV:
| Den    | Datum          | Zahájení (UTC+8) | Zahájení (SEČ) | Závod                          | Fáze                           |
| ------ | -------------- | ---------------- | -------------- | ------------------------------ | ------------------------------ |
| den 2  | 5. února 2022  | 16:30            | 9:30           | 3000 m ženy                    | 3000 m ženy                    |
| den 3  | 6. února 2022  | 16:30            | 9:30           | 5000 m muži                    | 5000 m muži                    |
| den 4  | 7. února 2022  | 16:30            | 9:30           | 1500 m ženy                    | 1500 m ženy                    |
| den 5  | 8. února 2022  | 18:30            | 11:30          | 1500 m muži                    | 1500 m muži                    |
| den 7  | 10. února 2022 | 20:00            | 13:00          | 5000 m ženy                    | 5000 m ženy                    |
| den 8  | 11. února 2022 | 16:00            | 9:00           | 10 000 m muži                  | 10 000 m muži                  |
| den 9  | 12. února 2022 | 16:00            | 9:00           | stíhací závod družstev ženy    | rozjížďky                      |
| den 9  | 12. února 2022 | 16:00            | 9:00           | 500 m muži                     |                                |
| den 10 | 13. února 2022 | 21:00            | 14:00          | stíhací závod družstev muži    | rozjížďky                      |
| den 10 | 13. února 2022 | 21:00            | 14:00          | 500 m ženy                     |                                |
| den 12 | 15. února 2022 | 14:30            | 7:30           | stíhací závod družstev ženy    | finále                         |
| den 12 | 15. února 2022 | 14:30            | 7:30           | stíhací závod družstev muži    | finále                         |
| den 14 | 17. února 2022 | 16:30            | 9:30           | 1000 m ženy                    | 1000 m ženy                    |
| den 15 | 18. února 2022 | 16:30            | 9:30           | 1000 m muži                    | 1000 m muži                    |
| den 16 | 19. února 2022 | 15:00            | 8:00           | závod s hromadným startem ženy | závod s hromadným startem ženy |
| den 16 | 19. února 2022 | 15:00            | 8:00           | závod s hromadným startem muži |                                |

## Kvalifikační časy
Kvalifikační časy na závody ZOH 2022:
| Závod       | Muži                           | Ženy                          |
| ----------- | ------------------------------ | ----------------------------- |
| 500 m       | 35,70                          | 39,50                         |
| 1000 m      | 1:10,50                        | 1:18,00                       |
| 1500 m      | 1:48,00                        | 1:59,50                       |
| 3000 m      | —                              | 4:12,00                       |
| 5000 m      | 6:30,00                        | 7:20,00 nebo 4:08,00 (3000 m) |
| 10 000 m    | 13:30,00 nebo 6:25,00 (5000 m) | —                             |
| hrom. start | 1:57,50 (1500 m)               | 2:10,00 (1500 m)              |

## Zúčastněné země
V rychlobruslařských soutěžích startovalo 163 závodníků z 27 zemí:
- Argentina (1)
- Belgie (3)
- Bělorusko (5)
- Česko (2)
- Čína (13)
- Dánsko (2)
- Estonsko (1)
- Itálie (7)
- Japonsko (14)
- Jižní Korea (10)
- Kanada (16)
- Kazachstán (5)
- Kolumbie (1)
- Lotyšsko (1)
- Německo (5)
- Nizozemsko (18)
- Norsko (12)
- Nový Zéland (1)
- Polsko (10)
- Rakousko (2)
- Rumunsko (1)
- Spojené státy americké (12)
- Sportovci ROV (15)
- Švédsko (1)
- Švýcarsko (2)
- Tchaj-wan (1)
- Velká Británie (2)

### Česká výprava
Českou výpravu vedl trenér Petr Novák a tvořily ji dvě ženy:
- Martina Sáblíková – 3000 m (4. místo), 5000 m (bronz)
- Nikola Zdráhalová – 500 m (25. místo), 1000 m (27. místo), 1500 m (21. místo), 3000 m (18. místo), závod s hromadným startem (odstoupila)